# Biała Legia
Biała Legia (sł. Biela légia) – antykomunistyczna organizacja konspiracyjna w Czechosłowacji w okresie powojennym
Organizację założyli słowaccy emigranci w II poł. lat 40. w Austrii. Główna siedziba mieściła się w Wiedniu. Na jej czele stanęli Jozef Vicen i dr J. Mikula. Nawiązali oni współpracę z amerykańskimi służbami specjalnymi. Na Słowację byli wysyłani przedstawiciele organizacji, którzy założyli konspiracyjną siatkę organizacyjną. Głównym przejawem działalności było zbieranie danych wywiadowczych (m.in. o agentach czechosłowackiej służby bezpieczeństwa StB) i przekazywanie ich na Zachód. Organizowano też ucieczki Słowaków do Austrii. Po przejęciu władzy w Czechosłowacji w lutym 1948 r., działalność organizacji – nazwanej Biała Legia – zintensyfikowała się. Kierownictwo rozpoczęło współpracę z Radiem „Wolna Europa”. Organizacja została rozbita na pocz. lat 50. W latach 1951–1952 podczas procesów jej działaczy orzeczono 7 wyroków śmierci (m.in. Anton Tunega, Albert Púčik, Eduard Tesár). W 1957 r. w Austrii został porwany przez funkcjonariuszy StB J. Vicen i przewieziony do Czechosłowacji, gdzie skazano go na dożywocie (zamienione potem na karę 11 lat więzienia).